# Ebba Elfving
Ebba Ingegerd Margaretha Elfving, född 20 februari 1921 i Hangö, död 1999, var en finländsk redaktör. Hon ingick 1946 äktenskap med Gustaf Elfving.
Elfving, som var dotter till kontorschefen Johan Sigurd Svedlin och Berit Waldén, blev student 1939 och filosofie kandidat 1944. Hon var redaktionssekreterare vid tidskriften Lotta Svärd 1942–1944, sekreterare vid Sparbanksförbundet i Finland och redaktionssekreterare vid tidskriften Spararen och Sparbanken 1945–1946, sekreterare vid Finlands Röda Kors informationsavdelning 1946–1948, redaktionssekreterare vid tidskriften Finlands Röda Kors 1947–1953 och redaktionssekreterare vid tidskriften Astra från 1958. 
Elfving tjänstgjorde periodvis på Helsingfors stadsbibliotek 1940–1945, var timlärare i svenska vid Andra svenska lyceum i Helsingfors 1948–1949, periodvis lärarvikarie 1949–1954, skrev bokanmälningar i Nya Pressen 1955–1960, var vikarierande kulturredaktör i Hufvudstadsbladet 1961 och 1962 och tjänstgjorde därefter om hösten vid Hufvudstadsbladets kulturavdelning. Hon skrev bokrecensioner i Hufvudstadsbladet från 1961. Hon var sekreterare i direktionen för Hyvinge privata svenska folkskola från 1955.